# 觀音庄

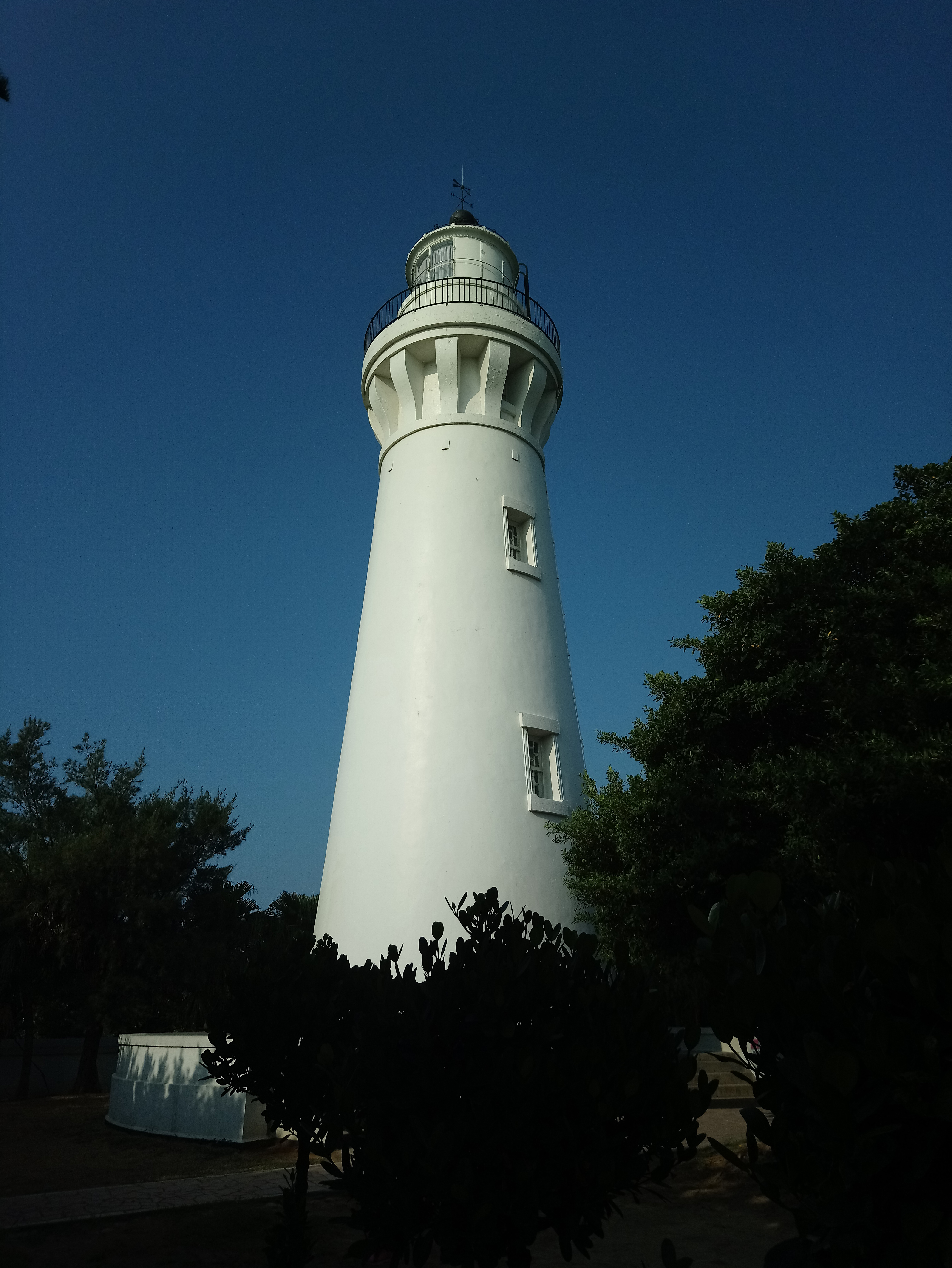
白沙岬燈塔。

觀音庄，為1920年－1945年間存在之台灣日治時期行政區，轄屬新竹州中壢郡，今桃園市觀音區。

## 街原名
原屬竹北二堡之茄苳坑庄、大潭庄、石觀音庄、三座屋庄、坑尾庄、坡藔庄、白沙墩庄、樹林仔庄、新陂庄、下大堀庄、下青埔庄、草漯庄、塔仔脚庄、崙坪庄、上大堀庄、苦練脚庄。
- 石觀音改稱觀音[1]。

## 行政區劃
觀音庄分為觀音、茄苳坑、大潭、三座屋、坑尾、坡寮、白沙屯、樹林子、新坡、下大堀、下青埔、草漯、塔子脚、崙坪、上大堀、苦練脚十六個大字。
- 茄苳坑大字下有「對面厝」、「兩座屋」小字名。
- 大潭大字下有「大潭」、「塘背」、「塘尾」、「小飯壢」小字名。
- 觀音大字下有「觀音」、「新坡下」小字名。
- 三座屋大字下有「三座屋」、「橫圳頂」、「新興」小字名。
- 白沙屯大字下有「白沙屯」、「埔頂」、「下埔頂」、「下庄子」、「坑子背」、「溝尾」小字名。
- 樹林子大字下有「樹林子」、「過溪子」、「崁頭子」小字名。
- 坡寮大字下有「水尾子」、「坡寮」、「後湖」小字名。
- 新坡大字下有「張厝」、「青埔子」、「新坡」小字名。
- 下青埔大字下有「下青埔」、「尾湖」、「樹子脚」小字名。